# William Baldwin (botánico)
William Baldwin fue un botánico estadounidense (29 de marzo de 1779 , Newlin , condado de Chester, Pensilvania - 1 de septiembre de 1819 , Franklin, Misuri.

## Biografía
Aborigen de una familia de ultraracistas cuáqueros, sr orientará a la Medicina en la Universidad de Pensilvania de 1802 a 1803 donde conoce y establece amistad con W. Darlington (1782-1863). Renuncia a sus estudios para ser asistente del doctor William A. Todd. Y será el Dr. Moses Marshall (1758-1813) quien lo inicia en la Botánica.
Luego de servir como cirujano de a bordo, navegando por el mar de China de 1805 a 1806, Baldwin reemprende sus estudios de 1806 a 1807 y obtiene su doctorado.
Se instala en Wilmington, Delaware, donde se casa al año siguiente, en 1808, con Hannah M. Webster. Sufriendo de tisis, Baldwin se instala en Georgia a la espera de ver mejorar su estado de salud bajo un clima más clemente. Sirve como cirurjano de la marina en St. Mary y en Savannah, Georgia, durante cinco años. Herboriza en el sur del país y se cartea con S. Elliott (1771-1830) y con William Darlington. De 1817 à 1818, sirve a bordo de la fragata Congress que navega a América del Sur. Luego de esa expedición, con su familia se instala en Willington y comienza, bajo supervisión de Darlington, a trabajar en un tratado de sus observaciones botánicas. Suspenderá tal actividad pues parte en una expedición, como botánico, dirigido por Stephen Harriman Long (1784-1864) hacia las Montañas Rocosas. Mas Baldwin, con su salud deteriorada, debe regresar. Morirá un año después, por tuberculosis.
Sus notas y manuscritos fueron utilizados por Torrey (1796-1873) y por Gray (1810-1888). Y será Lewis D. von Schweinitz (1780-1834) quien adquiere su herbario, para luego ser comprado por la Academia de Ciencias Naturales de Filadelfia.

## Fuente
- William Baldwin (1779-1819), artículos, biografía en inglés del Harvard University Herbaria

- La abreviatura «Baldwin» se emplea para indicar a William Baldwin como autoridad en la descripción y clasificación científica de los vegetales.[1]